# Marie-Luise Schmidt
Marie-Luise Schmidt (* 20. Januar 1958 in Gießen) ist eine deutsche Künstleragentin sowie ehemalige Journalistin und Politikerin (Die Grünen).

## Leben
Nach dem Abitur 1976 an einem Gymnasium in Bethel begann Schmidt 1978 ein Studium der Pädagogik, das sie 1984 als Diplompädagogin abschloss. Sie war ab 1976 in der Frauenbewegung und ab 1978 für 13 Jahre in der Politik aktiv. 1978 gehörte sie zu den Begründern der Bunten Liste Bielefeld, für die sie von 1982 bis 1984 im Rat der Stadt saß. 1984 trat sie in die Partei Die Grünen ein. 1986 wurde sie Assistentin der Fraktionsvorsitzenden der Hamburger GAL-Bürgerschaftsfraktion. 1989 kam sie über die Hamburger Grünen-Landesliste in den Deutschen Bundestag. Am 20. Februar übernahm sie während der 11. Wahlperiode das Bundestagsmandat der nach dem Rotationsprinzip ausgeschiedenen Abgeordneten Regula Schmidt-Bott. Sie gehörte der Fraktion Die Grünen an, ab dem 4. Oktober 1990 bis zum Ende der Wahlperiode am 20. Dezember 1990 der Fraktion Die Grünen/Bündnis 90. Von Februar bis Mai 1989 war sie als Ordentliches Mitglied im Innenausschuss, danach im Ausschuss für Jugend, Familie, Frauen und Gesundheit. Von Februar bis Oktober 1989 war sie als Stellvertretendes Mitglied im Ausschuss für Forschung und Technologie.
1990 ging Schmidt als Redakteurin zum Fernsehsender Premiere und war an der Entwicklung der Talkshow 0137 beteiligt, mit der die Fernsehkarriere von Roger Willemsen begann. Nach einem Producer-Qualifizierungsprogramm bei Bertelsmann war sie fast zwei Jahre lang als Junior-Producerin bei Grundy-Ufa tätig. 1996 gründete sie mit einer Geschäftspartnerin in Hamburg die Künstleragentur die agenten GmbH, die bekannte Schauspieler, Regisseure und Kameraleute vertritt. Anfang 2000 verlegte die Agentur den Firmensitz nach Berlin.